# EIRP
In telecomunicazioni con il termine EIRP (acronimo di Effective Isotropic Radiated Power, ossia potenza isotropica irradiata equivalente), si intende una misura di potenza radio irradiata da un'antenna isotropa (alimentata da un trasmettitore) in una determinata direzione, riferita a una sorgente isotropica ideale ossia con radiazione uniforme su 360° solidi.
Tale potenza rappresenta l'effettiva potenza di trasmissione di un sistema radio, la cui antenna o sistema di antenne presenta caratteristiche di direttività che contribuiscono a concentrare la potenza fornita dal trasmettitore in una o più direzioni privilegiate.
In questo caso l'antenna presenta un guadagno espresso normalmente in dB (10 volte = 10 dB) sull'asse della direzione privilegiata, naturalmente a scapito della potenza irradiata in qualunque altra direzione. In altre parole, l'antenna si comporta per i segnali radio come una lente, e permette di ottenere livelli di potenza significativi a partire da potenze di uscita del trasmettitore non particolarmente elevate.
Il valore dell'EIRP è quindi il prodotto della potenza disponibile dal trasmettitore espresso in Watt per il guadagno dell'antenna, o più comunemente, la somma della potenza disponibile espressa in dBm (0 dBm = 1 mW) con il guadagno dell'antenna espresso in dB. 
Ad esempio, un trasmettitore che eroga 10 W (10 dBW) che alimenta un'antenna con guadagno G = 100 volte (20 dBi), produce una effettiva radiazione equivalente a 1000 W o 30 dBW nella direzione di massimo guadagno, e in caso ci sia un'attenuazione di 2 dB durante il percorso, va sottratto il livello di attenuazione, portando l'EIRP ad un valore di 28 dBW.
{\displaystyle {\begin{aligned}{\mbox{EIRP [dBW]}}&=L_{P(TX)[\mathrm {dB} W]}-A_{F[\mathrm {dB} ]}+G_{T[\mathrm {dBi} ]}\\&=10\mathrm {dBW} -2\mathrm {dB} +20\mathrm {dBi} =28\mathrm {dBW} \end{aligned}}}
Noto l'EIRP è possibile determinare la potenza equivalente irradiata in modo isotropo {\displaystyle P_{iso}}, con la quale si può risalire ad altri valori come densità di potenza, l'intensità del campo elettrico e, dati questi ultimi valori, la distanza in metri di un punto da un'antenna isotropa.
{\displaystyle P_{iso}=10^{EIRP/10}}